# Hang Seng China Enterprises Index
Der Hang Seng China Enterprises Index (HSCEI, auch H-Share-Index) ist ein Aktienindex, der die Kurse der so genannten H-Aktien an der Hongkonger Börse abbildet. Er enthält die Aktienkurse von 50 Unternehmen des chinesischen Festlands, die in Hongkong gehandelt werden.
Die Aktien im HSCEI wurden anfangs nach ihrer gesamten Marktkapitalisierung gewichtet, was zeitweise zu einem Anteil von 40 % allein des Energiekonzerns Petrochina im Index geführt hat. Seit 2006 wird nur noch der Streubesitz in die Gewichtung einbezogen, und es wurde ein maximales Gewicht von 15 % pro Einzelwert eingeführt. Inzwischen ist das Gewicht pro Einzelwert auf 10 % begrenzt.
Die größten Einzelwerte im HSCEI sind heute (Stand Juli 2018) drei Finanztitel mit jeweils 10 %: Ping An Insurance, China Construction Bank und Industrial and Commercial Bank of China. Die Unternehmen des Finanzsektors haben mit 64 % auch insgesamt das mit Abstand größte Gewicht im Index, gefolgt von der Energiewirtschaft (12 %), der Konsumgüterwirtschaft (6 %), der Telekommunikation (5 %) und der Informationstechnologie (4 %).

## Hintergrund
China ist eine der größten Volkswirtschaft der Welt. Während sich das Land beim Handel geöffnet hat, verläuft die Liberalisierung der Kapitalmärkte deutlich langsamer. Investoren mussten in der Vergangenheit den Umweg über Hongkong wählen, wo die Aktien vieler Unternehmen mit Sitz in China gehandelt werden. Diese sogenannten „H-Aktien“ dürfen mit entsprechender Genehmigung seit 1993 an der lokalen Börse auch von Nichtchinesen gekauft und verkauft werden. Um die Wertentwicklung dieser Unternehmen abzubilden, wurde am 8. August 1994 der Hang Seng China Enterprise Index eingeführt. Voraussetzung für eine Aufnahme in das rein chinesische Segment war dabei, dass die H-Aktien auch im übergeordneten Hang Seng Composite Index (HSCI) gelistet sind.